# 密穗黄堇
密穗黄堇（学名：Corydalis densispica）为罂粟科紫堇属下的一个种。

## 扩展阅读
- 維基物種上的相關：密穗黄堇